# Városfejlesztési osztály (televíziós sorozat)
A Városfejlesztési osztály (eredeti cím: Parks and Recreation) egy amerikai szituációs komédia mockumentary, melyet Greg Daniels és Michael Schur készített. A főszereplő Leslie Knope, akit a humorista-színész Amy Poehler alakít. A műsorban Leslie és kollégái a városban található gödröt akarják hasznosítani. A nevetségesnek tűnő cél elérése korántsem egyszerű feladat a polgármesteri hivatal Városfejlesztési osztálya számára.
A vígjátéksorozat nagyon népszerű lett, 7 évadot élt meg 125 epizóddal. 21-29 perces egy epizód, de az évadpremierek és évadzáró részek 43 percesek. A műsort Amerikában az NBC adta 2009. április 9-től 2015. február 24-ig. 2020-ban egy különleges epizód erejéig újra képernyőre került a sorozat. Magyarországon a Comedy Central mutatta be 2011. március 4-én, majd az HBO Max streamingszolgáltató új szinkronnal rakta fel a műsorai közé, később a SkyShowtime is ezzel a szinkronnal tette elérhetővé.

## Szereplők
| Szereplő          | Eredeti hang      | Magyar hang (Comedy Central) | Magyar hang (HBO Max / SkyShowtime) |
| ----------------- | ----------------- | ---------------------------- | ----------------------------------- |
| Leslie Knope      | Amy Poehler       | Zakariás Éva                 | Zakariás Éva                        |
| Ann Perkins       | Rashida Jones     | Németh Borbála               | Gyöngy Zsuzsa                       |
| Mark Brendanawicz | Paul Schneider    | Széles Tamás                 | Széles Tamás                        |
| Tom Haverford     | Aziz Ansari       | Rajkai Zoltán                | Rada Bálint                         |
| Ron Swanson       | Nick Offerman     | Epres Attila                 | Vida Péter                          |
| April Ludgate     | Aubrey Plaza      | Nemes Takách Kata            | Csifó Dorina                        |
| Andy Dwyer        | Chris Pratt       | Tokaji Csaba                 | Markovics Tamás                     |
| Ian Winston       | Ian Roberts       |                              |                                     |
| Barry             | Loudon Wainwright | Kajtár Róbert                |                                     |

## Epizódok
| Évad | Évad | Epizódok | Eredeti sugárzás     | Eredeti sugárzás  | Eredeti adó |
| Évad | Évad | Epizódok | Évadpremier          | Évadfinálé        | Eredeti adó |
| ---- | ---- | -------- | -------------------- | ----------------- | ----------- |
|      | 1    | 6        | 2009. április 9.     | 2009. május 14.   | NBC         |
|      | 2    | 24       | 2009. szeptember 17. | 2010. május 20.   | NBC         |
|      | 3    | 16       | 2011. január 20.     | 2011. május 19.   | NBC         |
|      | 4    | 22       | 2011. szeptember 22. | 2012. május 10.   | NBC         |
|      | 5    | 22       | 2012. szeptember 20. | 2013. május 2.    | NBC         |
|      | 6    | 22       | 2013. szeptember 26. | 2014. április 24. | NBC         |
|      | 7    | 13       | 2015. január 13.     | 2015. február 24. | NBC         |